# Hideous Kinky
Hideous Kinky (bra: O Expresso de Marrakesh) é um filme independente de longa-metragem franco-britânico de 1998, do gênero drama romântico, dirigido por Gillies MacKinnon, com roteiro de Billy MacKinnon baseado no romance semiautobiográfico Hideous Kinky, de Esther Freud.
O nome do livro, e do filme, derivam da memória das últimas duas palavras que Bea tem de uma amiga de sua mãe dizendo, "hideous" e "kinky". O filme segue uma jovem mãe inglesa que se muda de Londres para o Marrocos com suas duas filhas jovens no início dos anos 1970. O filme é estrelado pela inglesa Kate Winslet e franco-marroquino Saïd Taghmaoui. A trilha sonora mistura músicas originais com músicas dos anos 60, incluindo faixas de Canned Heat,  Richie Havens e Incredible String Band.
Kate Winslet recusou os papéis principais em Shakespeare in Love e Anna and the King para estrelar Hideous Kinky.
O desempenho de Kate Winslet foi elogiado por muitos revisores. Na Entertainment Weekly, Lisa Schwartzbaum argumentou que Winslet "projeta perfeitamente aquele egoísmo ingênuo com o qual uma geração de jovens andarilhos de Woodstock, em busca de revelação espiritual, faz o seu caminho para culturas tão exóticas quanto seus polegares poderiam levá-los". Na Variety, a crítica Lisa Nesselson também elogiou a "radiante" e "robusta" Winslet por seu desempenho, e argumentou que o filme foi "filtrado através de um olhar artístico sóbrio e inteligente". O crítico da Rolling Stone, Craig Mathieson, chamou o filme de "uma autêntica viagem convincente".
Durante as filmagens, Winslet conheceu Jim Threapleton no set, no qual ele era um assistente de direção. Eles se casaram em novembro de 1998 e ela deu à luz sua filha, Mia Honey Threapleton, em 2000. Eles se divorciaram em 2001.

## Sinopse
Narrado pela irmã mais nova, o filme conta a história da jovem hippie Julia, que, com suas duas filhas (5 e 7 anos), viaja de Londres ao Marrocos, onde vivem novas experiências.

## Elenco
- Kate Winslet como Julia
- Saïd Taghmaoui como Bilal
- Bella Riza como Bea
- Carrie Mullan como Lucy
- Pierre Clémenti como Santoni
- Sira Stampe como Eva
- Abigail Cruttenden como Charlotte